# LUNA SEA (專輯)
《LUNA SEA》是由日本搖滾樂團月之海所發行的首張同名專輯，初版於1991年4月21日發行。2007年由環球音樂發行再版，復出後2011年發行重新錄製版。
本專輯是月之海於地下樂團時期中製作的首張完整專輯作品，由當時YOSHIKI創立的獨立廠牌Extasy Records發行。

## 曲目
全碟編曲：LUNA SEA
1. FATE 

作曲：SUGIZO／作詞：RYUICHI
2. TIME IS DEAD

作曲：J／作詞：RYUICHI
原曲是由J在樂團初期，第一次嘗試創作的作品（並收錄於第一張DEMO帶「LUNACY」）[2]。為多數現場演唱中固定曲目之一。
3. SANDY TIME

作曲：INORAN／作詞：RYUICHI
4. BRANCH ROAD

作曲：SUGIZO／作詞：RYUICHI
5. SHADE

作曲：J／作詞：J、RYUICHI
6. BLUE TRANSPARENCY  - 極盡透明的藍 （BLUE TRANSPARENCY －限りなく 透明に 近い ブルー）

作曲：INORAN／作詞：RYUICHI
歌曲副題與歌詞內容發想自作家村上龍的同名小說《接近無限透明的藍》，以及當中有關麻醉藥品之情節。
7. THE SLAIN
作曲：J／作詞：RYUICHI
8. CHESS
作曲：SUGIZO／作詞：RYUICHI
歌詞將人類的戰爭比喻作神的遊戲。以螺旋槳的音效與貝斯獨奏作為前奏，為專輯中節奏最快的金屬樂風。
9. MOON
作曲：SUGIZO／作詞：RYUICHI

在下張專輯《IMAGE》當中重新製作。並收錄於『NEVER SOLD OUT』現場專輯。據SUGIZO描述之後持續進行編曲的修改，直到1996年的「真冬の野外」時期，才變成令人滿意的型態[3]。
10. PRECIOUS…
原曲：J／作詞：RYUICHI
為早期表演中經常演唱的曲目之一。並收錄於2000年發行的精選輯《Period -The Best Selection-》當中。

- 註：1991年的初版專輯封面於東京井之頭公園的雪地中所拍攝，以五位成員早期的裝扮構成

### 2011年重錄版
在樂團宣布復出後，2011年由Avex trax公司發行全新錄製版，收錄重新編曲後的相同曲目，並同時發行多種限定版本。
- 附錄DVD：SHADE - EXTREME CLIP

- 限定版復刻DEMO錄音帶：

1. SHADE
2. SEARCH FOR REASON
3. SUSPICIOUS

- 初回版本付錄DVD〈SHADE〉音樂MV，其中包含2010年於東京巨蛋舉行之「LUNACY－黑服限定演唱會」演出片段。同時發售的豪華限定版收錄1989年〈SHADE〉復刻版DEMO帶和1991年「UNDER THE NEW MOON TOUR」演唱會T恤[4]。